# Nguyễn Văn Vận (thiếu tướng)
Nguyễn Văn Vận (1905 - 1999) nguyên là một cựu tướng lĩnh của Quân đội Quốc gia Việt Nam, cấp bậc Thiếu tướng. Ông đã được đào tạo trong môi trường Quân đội từ khi còn là một thiếu niên (trường Thiếu sinh quân). Sau đó ông gia nhập vào Quân đội Pháp từ trước Thế chiến II với cấp bậc Hạ sĩ quan. Sau đó vì nhu cầu cần sĩ quan người Việt nên ông được học tại trường Võ bị Sơn Tây khóa đầu tiên của Quân đội thuộc địa Pháp. Tất cả thời gian tại ngũ ông chỉ phục vụ Quân đội Pháp, Quân đội Liên hiệp Pháp, kế đó là Quân đội Quốc gia (dưới thời Quốc trưởng Bảo Đại). Khi đến Quân đội Việt Nam Cộng hòa (thời kỳ Thủ tướng Ngô Đình Diệm (1955)), ông từ nhiệm và bỏ ngũ, cùng gia đình di chuyển sang Pháp định cư.

## Tiểu sử & Binh nghiệp
Ông sinh năm 1905 tại Lạc Quần, Nam Định trong một gia đình gốc quân nhân thuộc địa Pháp. Năm 13 tuổi (1918), cha ông đưa vào học trường Thiếu sinh quân tại Phủ Lạng Thương, Bắc Việt. Năm 1924, ông ra trường với văn băng tương đương bằng Thành chung của Trung học, sau đó ông được tuyển dụng làm công chức phục vụ cho nhà nước bảo hộ.

### Quân đội Pháp
Năm 1932, ông nhập ngũ vào Quân đội thuộc địa Pháp với cấp bậc là một Hạ sĩ quan. Bảy năm sau ông được đi học sĩ quan. Giữa năm 1939, ông được theo học tại trường Võ bị Tông, Sơn Tây. Một năm sau mãn khóa tốt nghiệp với cấp bậc Chuẩn úy.
Từ năm 1940 đến năm 1948, ông phục vụ trong các đơn vị chiến đấu của Quân đội Pháp, đồn trú ở những địa phương thuộc Bắc phần. Ông được thăng dần lên các cấp: Thiếu úy (năm 1941), Trung úy (năm 1943) và Đại úy (năm 1945).

### Quân đội Liên hiệp Pháp
Đầu năm 1947, ông được thăng cấp Thiếu tá. Đến cuối năm 1948, ông được thăng cấp Trung tá và được cử giữ chức vụ Đổng Lý Văn phòng của Bộ Quốc phòng.

### Quân đội Quốc gia Việt Nam
Đầu tháng 5 năm 1950, ông được thăng cấp Đại tá trong Quân đội Quốc gia, sau đó được cử làm Chánh văn phòng Thủ tướng Trần Văn Hữu. Tháng 7 cùng năm, ông được bổ nhiệm làm Tư lệnh Đệ tam Quân khu gồm (Bắc Việt, Hà Nội) và Cao nguyên Bắc.
Đầu tháng 5 năm 1954, ông Chủ toạ cuộc duyệt binh mừng lễ Hưng Quốc Khánh (Kỷ niệm lần thứ 152 ngày Vua Gia Long lên ngôi Hoàng Đế) tại thành phố Hà Nội. Sau hiệp định Genève ngày 20 tháng 7, ông được giao nhiệm vụ tổ chức di chuyển 24 Tiểu đoàn Bộ Binh vào Nam. Tháng 6 giữa năm, ông được thăng cấp Thiếu tướng. Tháng 10 cùng năm, ông Chủ toạ lễ mãn khóa 4 Phụ (Cương Quyết 2) Sĩ quan Trừ bị Thủ Đức (trong đó có hai người con trai của ông cũng tốt nghiệp khóa này) tại trường Võ bị Quốc gia Đà Lạt. Trao kiếm danh dự và gắn cấp bậc Thiếu úy cho tân sĩ quan Thủ khoa Ngô Văn Lợi. Ngày 3 tháng 12 cuối năm, ông được cử làm Tổng thư ký thường trực Bộ Quốc phòng đầu tiên.

## Giã từ binh nghiệp
Tháng 11 năm 1955, ông xin từ nhiệm chức Tổng thư ký thường trực. Sau đó cùng gia đình bằng đường bộ qua ngã Cao Miên, rồi từ đây qua Pháp. Sau đó định cư tại Thủ Đô Paris.
Cuối năm 1963, sau ngày đảo chính Tống thống Ngô Đình Diệm, ông xin Hội đồng Quân nhân Cách mạng được phục vụ ở Sứ quán Việt Nam Cộng hòa tại Pháp, nhưng không được chấp thuận vì đã lớn tuổi.
Ngày 17 tháng 9 năm 1999, ông từ trần tại nơi định cư, hưởng thọ 94 tuổi.

## Gia đình
- Thân phụ: Cụ Nguyễn Văn Ấu (Xuất thân từ thế hệ Thiếu sinh quân đầu tiên ở thời kỳ Thuộc địa Pháp).
- Bào đệ: Ông Nguyễn Văn Từ (Nguyên Thiếu tá ngành Hành chánh Tài chánh trong Quân lực Việt Nam Cộng hòa).
- Trưởng và thứ nam: Nguyễn Văn Huy và Nguyễn Văn Tâm (cả hai đều nhập ngũ vào trường Sĩ quan Thủ Đức, theo học khóa 4 phụ Cương Quyết 2, nhưng khóa này được gửi đi thụ huấn tại trường Võ bị Đà lạt (đổi tên thành khóa 10B), mãn khóa tốt nghiệp năm 1954 với cấp bậc Thiếu úy). Đến năm 1955, cả hai bỏ ngũ để theo thân phụ sang Pháp.